# Biš
Biš je naselje v Občini Trnovska vas. Je strnjeno nižinsko naselje na zahodnem robu Pesniške doline, ob glavni cesti Lenart - Ptuj. Od Ptuja je oddaljen 16, od Lenarta pa 7 km. V Bišu se nahaja edini močvirnat del Pesniške doline - Jezera, v katerem živi 43 vrst ptic.

## Obseg in lokacija vasi
Biš je naselje velikosti 133.750 m2. 
- Spodnja nadmorska višina 232 m.
- Srednja nadmorska višina 235 m.
- Zgornja nadmorska višina 250 m.

Lokacijo vasi Biš najlažje opišemo, če uporabimo Janishev leksikon iz leta 1885, ki pravi: Biš leži v Pesniški dolini na izteku završkih hribov ob potoku Črmlja in cesti Lenart - Ptuj.

## Zgodovina
Prvič se v pisnih dokumentih omenja 7. januarja 1425, kot Klein Wichtsch. Blaznik ga sicer postavlja v Bišečki Vrh, vendar iz hrastovških urbarjev lahko sklepamo, da je bilo ime Biš velikokrat nejasno uporabljeno, odvisno od pisarja. Tukaj imamo namreč tri sosednje vasi: Biš, Bišečki Vrh in Nadbišec. Po prvem zapisu bi lahko sklepali da, gre za povezanost Biša, Bišečkega Vrha ali Nadbišca, ker so morali na sedmih hubah (površinska mera) med drugim dajati 62 veder mošta (gornine). Sama vas Biš se prvič omenja leta 1441 kot Wischdorf.
Prav gotovo gre za starejše naselje, ker ima podoben položaj kot sosednje vasi, ki se omenjajo že veliko prej, na primer Ločič - 1307 ali Hvaletinci 1293. Sicer je Biš spadal pod zemljiško gospostvo Hrastovec, iz tega lahko sklepamo, da gre za starejšo poselitev. Dokazi o poselitvi so veliko starejši, saj tukaj ob ledinskem imenu Gomile zasledimo ostanke pozno antičnih gomil, ki so bile na žalost koncem dvajsetega stoletja uničene.
Sama vas je bila v srednjem veku in kasneje zelo bogata in se po številu prebivalstva ni kaj dosti spreminjala. Saj je leta 1725 v uradu Biš 47 vpisanih posestnikov, v prvi polovici 19. stoletja (1823) pa 53 hiš in 315 prebivalcev. Podatki za leto 1885 govorijo o 64 hišah in 321 prebivalcih. Danes ima Biš 315 prebivalcev. Število prebivalstva se veliko ne spreminja, kar kaže na sorazmerno bogato področje in dokazuje, da tukaj živijo podjetni in vstrajni ljudje.
Organizacijsko je Biš spadal do 1945 pod sodni okraj Lenart. Ko je bila leta 1790 ustanovljena župnija Sv. Bolfenk pri Bišu je bil izločen iz župnije Sv. Rupert. Od ustanovitve občin pa do leta 1933 je bil samostojna občina, nato pridružen Občini Trnovska vas. Danes Biš spada v občino Trnovska vas.
Leta 1876 je bilo ustanovljeno Gasilsko društvo Biš, ustanovitelj je bil rojak dr. Jožef Muršec. Za nabavo nove gasilnice je prispeval 300 goldinarjev. Leta 1959 je bil zgrajen nov gasilski dom v Bišu, pridobili pa so si tudi nov društveni prapor.

## Gospodarstvo
Naravni pogoji za kmetijstvo nudijo možnost obdelave rodovitnih polj na terasi; na pobočju proti Pesnici, kjer so tla meliorirana, pa so po večini travniki.

## Naravne posebnosti
V Bišu se nahaja edini močvirnat del Pesniške doline - Jezera, v katerem živi 43 vrst ptic. Pojavljajo se male bele čaplje (Egretta garzetta) in veliko gnezdišče sivih čapelj (Ardea cinerea). Vaščani Biša so dobili tudi posebno priznanje DOPPS-a za ohranjanje naravnega okolja. V tem delu je tudi rastišče močvirske logarice (Fritillaria meleagris), ki v Sloveniji spada med 34 najbolj ogroženih rastlinskih vrst.
Gnezdna kolonija sivih čapelj se nahaja ob cesti na nasipu reke Pesnice. Leta 1982 je štela 50 gnezd, od teh je bilo 49 zasedenih. Drevesni sestoj v glavnem tvori jelša, ki sta ji primešana jesen in z manjšim deležem dob. Spomladi 1998 so učenci šole Trnovska vas prešteli gnezda sive čaplje. Našteli so 112 gnezd. Leto kasneje je bilo gnezd 122, leta 2000 je bilo od 131 gnezd zasedenih 130.